# Club Atlético Universal
El Club Atlético Universal es una institución de fútbol con sede en la ciudad de San José de Mayo, Departamento de San José, Uruguay. Fue fundado en 1910 y su equipo juega en la Liga Mayor de Fútbol de San José. Extintos del mundo futbolistico. 
En 2024 inauguraron su piso flotante del gimnasio multidisciplinario especialmenteBaloncesto
Con la parecencia de José Luis Falero exintendente local y Ana María Bentaberril

## Historia
El Club Atlético Universal fue fundado el 25 de marzo de 1910 con el nombre de Universal Football Club, adquiriendo su actual denominación en décadas posteriores. Sus primeros títulos fueron los obtenidos entre los años 1955 y 1957 (Ciudad de San José), pero su época de oro fue la transcurrida a finales de los años 1960 y comienzos de los 1970. En el año 1967 obtuvo la 3.ª edición de la Copa El País, logró que repitió al año siguiente. En 1969 y 1970 alcanzaría nuevamente la final del torneo, resultando perdedor en ambas. El último título de esta época fue el Departamental de 1971, y a partir de entonces el club cayó en una crisis deportiva, la cual acabó en el año 1990 con la obtención del torneo Ciudad de San José.
Nunca participó en la divisional B de su departamento, tiene 113 años de existencia .
[[]]

## Uniforme
- Uniforme titular: Camiseta a franjas verticales blancas y verdes, pantalón blanco, medias blancas.
- Uniforme alternativo: Camiseta verde con vivos blancos, pantalón negro, medias negras.

## Palmarés

### Torneos nacionales
- Copa Nacional de Clubes  (Divisional A) (2): 1967, 1968
- Subcampeón de la Copa Nacional de Clubes (2): 1969, 1970
- Copa Nacional de Clubes  (Divisional B) (1): 2017

### Torneos departamentales
- Departamental de San José (4): 1969, 1970, 1971, 1994

### Torneos locales
- Liga Departamental de Fútbol de San José (8): 1955, 1956, 1957, 1962, 1964, 1966, 1968, 1990
- Liga Mayor de Fútbol de San José (4): 2012, 2018, 2021, 2022
- Torneo Apertura - Liga Mayor de Fútbol de San José (6): 2004, 2012, 2014, 2015, 2018, 2019
- Torneo Clausura - Liga Mayor de Fútbol de San José (2): 2007, 2018
- Tabla Anual - Liga Mayor de Fútbol de San José (3): 2018, 2019, 2021 , 2022

Nota: en 1996 la Liga Departamental de Fútbol de San José (San José de Mayo) y la Liga Regional del Sur de Libertad (Libertad) se fusionaron en la Liga Mayor de Fútbol de San José